# 凱爾薩奇 (新罕布什爾州)
凱爾薩奇（英語：Kearsarge）是位於美國新罕布什爾州卡羅爾縣的非建制地區。

## 歷史
凱爾薩奇的郵局自1888年營運至今。

## 地理
凱爾薩奇所處的海拔為高於海平面206米（即676英呎），而該地所採用的時區為UTC-5，即北美东部时区（EST）。同時該地設有夏令時間，為UTC-5調快一小時，即UTC-4（EDT）。